# Derek Draper (futbolista)
Derek Draper (Swansea, Gales; 11 de mayo de 1943-2 de septiembre de 2024) fue un futbolista galés que jugó en las posiciones de centrocampista y delantero centro.

## Carrera

### Club
| Periodo   | Club                     | Apariciones | Goles |
| --------- | ------------------------ | ----------- | ----- |
| 1962-1966 | Swansea Town             | 61          | 10    |
| 1966-1967 | Derby County             | 8           | 1     |
| 1967–1969 | Bradford Park Avenue AFC | 63          | 9     |
| 1969–1977 | Chester City FC          | 322         | 54    |

### Selección nacional
Jugó para Gales sub-23 en una ocasión en 1965.

## Muerte
Draper murió el 2 de septiembre de 2024 por complicaciones con la demencia que padecía.

## Logros
- Football League Fourth Division (1): 1974/75.[5]